# Нафан (пророк)
Проро́к Нафа́н (Ната́н) (ивр. נָתָן‎ ната́н — «дал [Бог]», греч. Νάθαν на́тан; приблизительно 1000 лет до н. э.) — библейский пророк, живший во времена царей Давида и Соломона, один из авторов Книги Царств (1Пар. 29:29, 2Пар. 9:29).
Он возвестил Божий суд Давиду (2Цар. 12). Ранее Нафан сообщил царю Божественное откровение: строительство храма, планировавшееся Давидом и поначалу одобренное Нафаном, не будет осуществлено, но Господь вместо этого укрепит дом Давида и благословит его (2Цар. 7, 1Пар. 17).
Когда Адония захотел стать царём, Нафан вмешался и встал на сторону Соломона, воспитателем которого он был (2Цар. 12:25). Нафан содействовал тому, чтобы Давид повелел помазать Соломона на царство (3Цар. 1).
Через Нафана и другого пророка, Гада, Бог передал Давиду повеление о том, как организовать служение левитских певцов и музыкантов (2Пар. 29:25).